# Sydney—Glace Bay
Pour les articles homonymes, voir Sydney (homonymie).
Circonscription électorale fédérale du Canada
Sydney—Glace Bay est une circonscription électorale fédérale canadienne située en Nouvelle-Écosse.

## Géographie
Cette circonscription du nord de la province représente la municipalité régionale de Cap-Breton dont les secteur urbain de Sydney Forks (en) à Port Morien (en), incluant la localité de Glace Bay.
La seule circonscription limitrophe est Cape Breton—Canso—Antigonish.

## Députés
| Législature                                                                 | Années          | Député        | Parti | Parti   |
| --------------------------------------------------------------------------- | --------------- | ------------- | ----- | ------- |
| Sydney—Glace Bay issue de Sydney—Victoria et de Cape Breton Highlands—Canso |                 |               |       |         |
| 45e                                                                         | 2025 – en cours | Mike Kelloway |       | Libéral |